# 쏸라펀

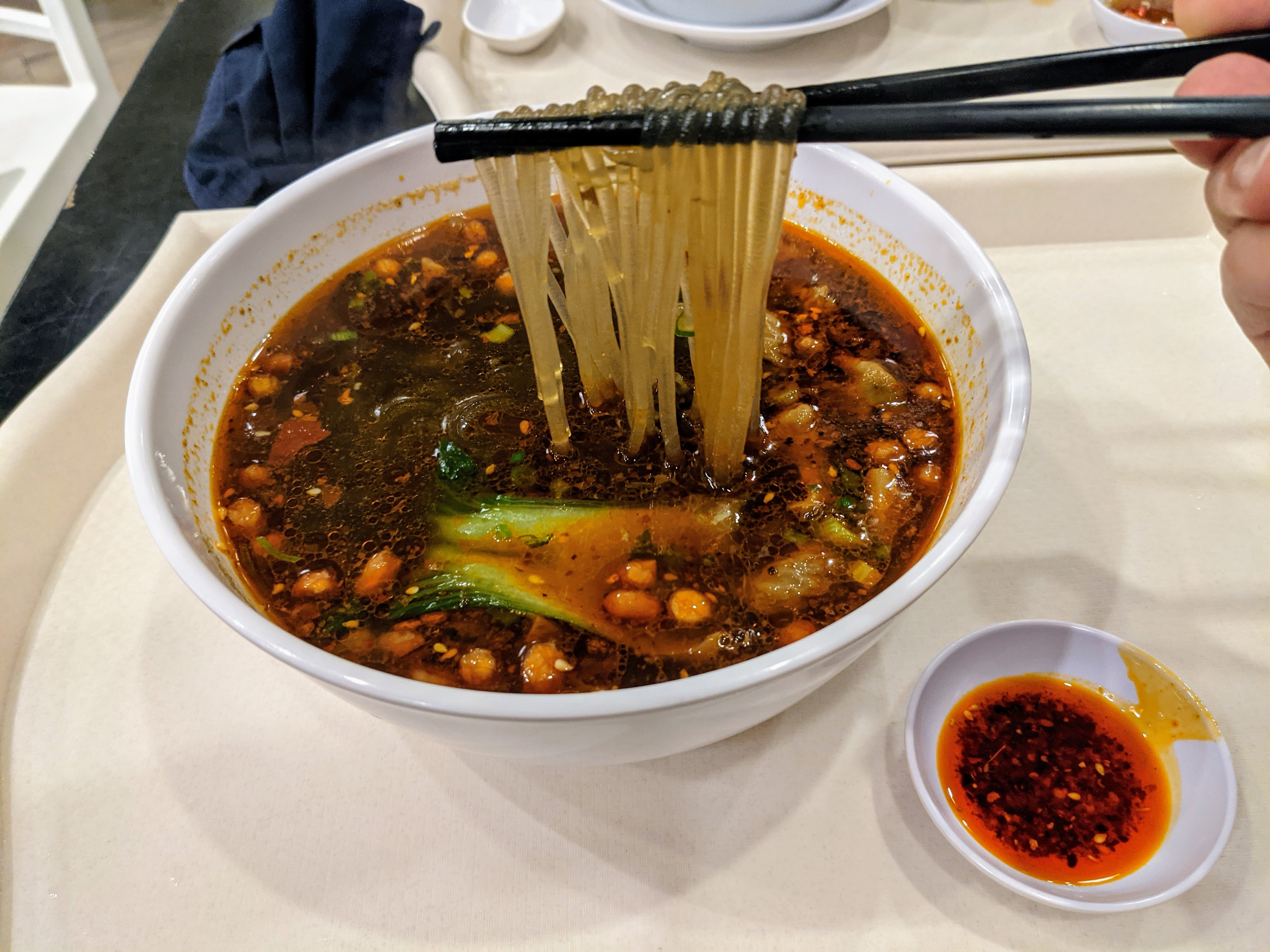

쏸라펀(중국어: 酸辣粉, 병음: suānlàfěn)은 중국 쓰촨성에서 유래한 요리로 쓰촨 요리의 인기 있는 부분이다. 국수는 완두콩, 감자, 고구마 또는 쌀에서 추출한 전분으로 만든다.

## 역사
적어도 진나라 시대에 매우 인기가 있었고 처음에는 주로 쓰촨성에서 길거리 음식으로 제공되었던 이 요리를 언제 누가 발명했는지는 불분명하다.
일본에서 인스턴트 라면이 발명된 후 쓰촨성에서는 탕수육에도 같은 방법이 도입되었다. 한 가지 예가 바이지아 인스턴트 누들(Baijia Instant Noodles)이다.

## 특징
중국 쌀식초의 신맛과 고추기름의 매운맛이 어우러져 독특한 맛을 낸다. 국수 위에 볶은 땅콩과 콩을 얹어 바삭함을 더한다. 쌀식초, 고추기름, 땅콩/콩 외에도 설탕, 소금, 간장, 쪽파, 다진마늘 등의 재료가 있다.

## 준비
뜨겁고 신 국수를 준비하는 것은 비교적 쉽고 빠르다. 쓰촨의 노점상은 손님의 주문을 받고 면이 나오기까지 2~3분이면 충분하다. 국수는 끓는 물에 데친 후 밥식초, 간장, 소금, 설탕, 고추기름을 넣은 그릇에 담는다. 접시는 국수 위에 땅콩이나 콩, 파 조각으로 장식된다.

## 같이 보기
- 산라탕

## 참고문헌
- Fuchsia Dunlop. Land of Plenty : A Treasury of Authentic Sichuan Cooking. New York: W.W. Norton, 2003. ISBN 0393051773.
- Fuchsia Dunlop. Shark's Fin and Sichuan Pepper: A Sweet-Sour Memoir of Eating in China. (New York: Norton, 2008). ISBN 9780393066579. The author's experience and observations, especially in Sichuan.